# Monelliopsis nigropunctata
Monelliopsis nigropunctata är en insektsart som först beskrevs av Granovsky 1931.  Monelliopsis nigropunctata ingår i släktet Monelliopsis och familjen långrörsbladlöss. Inga underarter finns listade i Catalogue of Life.